# Lista över huvudavrinningsområden i Sverige

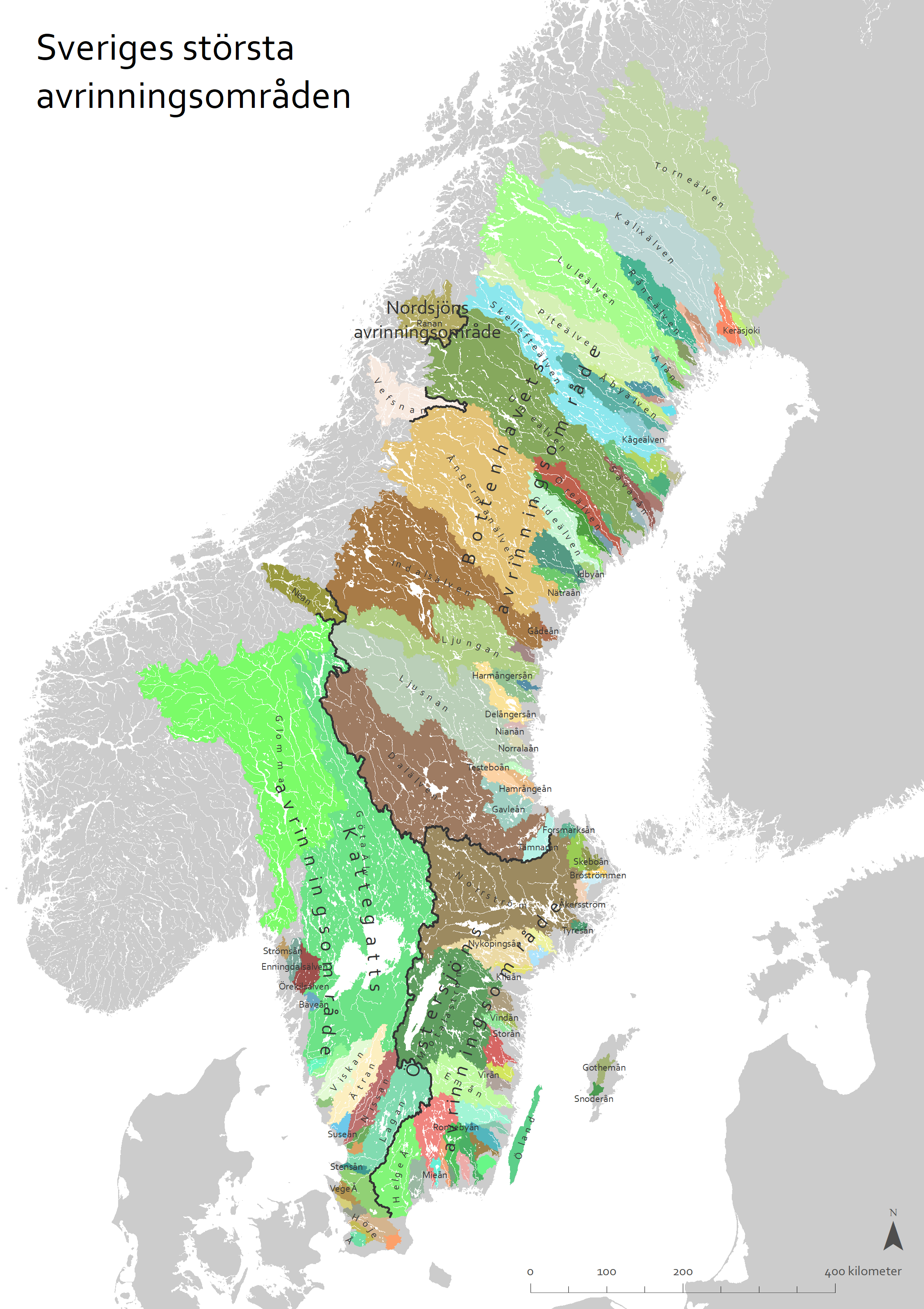
De största huvudavrinningsområdena i Sverige.

Detta är en lista över huvudavrinningsområden i Sverige. I Sverige finns definierat totalt 119 huvudavrinningsområden, definierade som avrinningsområden större än 200 km² med mynning i havet. På svenska fastlandet finns 112 sådana och de är numrerade norrifrån (1 är Torneälvens avrinningsområde). Det finns ytterligare ett par (113-116) som dränerar från Sverige till Norge. Gotland har två huvudavrinningsområden (117-118) och hela Öland utgör ett (119). I SMHI:s register över svenska vattendrag anges för varje vattendrag till vilket huvudavrinningsområde det hör.
Utöver Sveriges huvudavrinningsområden har SMHI definierat ungefär lika många kustområden (116 stycken). Dessa är mindre avrinningsområden områden inklämda mellan två huvudavrinningsområden. Kustområdena har ingen stor å eller älv som avvattnar avrinningsområdet, utan har istället många små vattendrag som rinner direkt ut i havet. Normalt sett är dessa områden minst 20 kvadratkilometer stora, fast undantag finns. Öar som ligger långt ut i havet tillhör inte något kustområde eller huvudavrinningsområde utan tillhör en egen kategori med nummer noll.

## Lista över Sveriges huvudavrinningsområden
1. Torneälven
2. Keräsjoki
3. Sangisälven
4. Kalixälven
5. Töreälven
6. Vitån
7. Råneälven
8. Altersundet
9. Luleälven
10. Alån
11. Rosån
12. Alterälven
13. Piteälven
14. Lillpiteälven
15. Rokån
16. Jävreån
17. Åbyälven
18. Byskeälven
19. Kågeälven
20. Skellefteälven
21. Bureälven
22. Mångbyån
23. Kålabodaåns avrinningsområde
24. Rickleån
25. Dalkarlsån
26. Sävarån
27. Tavelån
28. Umeälven
29. Hörnån
30. Öreälven
31. Leduån
32. Lögdeälven
33. Husån
34. Gideälven
35. Idbyån
36. Moälven
37. Nätraån
38. Ångermanälven
39. Gådeån
40. Indalsälven
41. Selångersån
42. Ljungan
43. Gnarpsån
44. Harmångersån
45. Delångersån
46. Nianån
47. Norralaån
48. Ljusnan
49. Skärjån
50. Hamrångeån
51. Testeboån
52. Gavleån
53. Dalälven
54. Tämnarån
55. Forsmarksån
56. Olandsån
57. Skeboån
58. Broströmmen
59. Norrtäljeån
60. Åkerström
61. Norrström
62. Tyresån
63. Trosaån
64. Svärtaån
65. Nyköpingsån
66. Kilaån
67. Motala ström
68. Söderköpingsån
69. Vindån
70. Storån
71. Botorpsströmmen
72. Marströmmen
73. Virån
74. Emån
75. Alsterån
76. Snärjebäcken
77. Ljungbyån
78. Hagbyån
79. Bruatorpsån
80. Lyckebyån
81. Nättrabyån
82. Ronnebyån
83. Vierydsån
84. Bräkneån
85. Mieån
86. Mörrumsån
87. Skräbeån
88. Helge å
89. Nybroån
90. Sege å
91. Höje å
92. Kävlingeån
93. Saxån
94. Råån
95. Vege å
96. Rönne å
97. Stensån
98. Lagan
99. Genevadsån
100. Fylleån
101. Nissan
102. Suseån
103. Ätran
104. Himleån
105. Viskan
106. Rolfsån
107. Kungsbackaån
108. Göta älv
109. Bäveån
110. Örekilsälven
111. Strömsån
112. Enningdalsälven
113. Glomma
114. Nean
115. Vapstälven/Vefsna
116. Ranälven
117. Gothemsån
118. Snoderån
119. Öland

## Lista över Sveriges kustområden
| Nummer  | Namn                                        | Yta (Km²) |
| ------- | ------------------------------------------- | --------- |
| 1/2     | Mellan Torneälven och Keräsjoki             | 65        |
| 2/3     | Mellan Keräsjoki och Sangisälven            | 225       |
| 3/4     | Mellan Sangisälven och Kalixälven           | 95        |
| 4/5     | Mellan Kalixälven och Töreälven             | 205       |
| 5/6     | Mellan Töreälven och Vitån                  | 142       |
| 6/7     | Mellan Vitån och Råneälven                  | 57        |
| 7/8     | Mellan Råneälven och Altersundet            | 200       |
| 8/9     | Mellan Altersundet och Luleälven            | 221       |
| 9/10    | Mellan Luleälven och Alån                   | 114       |
| 10/11   | Mellan Alån och Rosån                       | 123       |
| 11/12   | Mellan Rosån och Alterälven                 | 70        |
| 12/13   | Mellan Alterälven och Piteälven             | 134       |
| 13/16   | Mellan Piteälven och Jävreån                | 72        |
| 16/17   | Mellan Jävreån och Åbyälven                 | 104       |
| 17/18   | Mellan Åbyälven och Byskeälven              | 153       |
| 18/19   | Mellan Byskeälven och Kågeälven             | 318       |
| 19/20   | Mellan Kågeälven och Skellefteälven         | 119       |
| 20/21   | Mellan Skellefteälven och Bureälven         | 81        |
| 21/22   | Mellan Bureälven och Mångbyån               | 303       |
| 22/23   | Mellan Mångbyån och Kålabodaån              | 107       |
| 23/24   | Mellan Kålabodaån och Rickleån              | 78        |
| 24/25   | Mellan Rickleån och Dalkarlsån              | 12        |
| 25/26   | Mellan Dalkarlsån och Sävarån               | 236       |
| 26/27   | Mellan Sävarån och Tavelån                  | 227       |
| 27/28   | Mellan Tavelån och Umeälven                 | 48        |
| 28/29   | Mellan Umeälven och Hörnån                  | 402       |
| 29/30   | Mellan Hörnån och Öreälven                  | 164       |
| 30/31   | Mellan Öreälven och Leduån                  | 174       |
| 31/32   | Mellan Leduån och Lögdeälven                | 1         |
| 32/33   | Mellan Lögdeälven och Husån                 | 298       |
| 33/34   | Mellan Husån och Gideälven                  | 15        |
| 34/35   | Mellan Gideälven och Idbyån                 | 165       |
| 35/36   | Mellan Idbyån och Moälven                   | 158       |
| 36/37   | Mellan Moälven och Nätraån                  | 106       |
| 37/38   | Mellan Nätraån och Ångermanälven            | 1104      |
| 38/39   | Mellan Ångermanälven och Gådeån             | 907       |
| 39/40   | Mellan Gådeån och Indalsälven               | 283       |
| 40/41   | Mellan Indalsälven och Selångersån          | 75        |
| 41/42   | Mellan Selångersån och Ljungan              | 33        |
| 42/43   | Mellan Ljungan och Gnarpsån                 | 302       |
| 43/44   | Mellan Gnarpsån och Harmångersån            | 112       |
| 44/45   | Mellan Harmångersån och Delångersån         | 518       |
| 45/46   | Mellan Delångersån och Nianån               | 57        |
| 46/47   | Mellan Nianån och Norralaån                 | 458       |
| 47/48   | Mellan Norralaån och Ljusnan                | 142       |
| 48/49   | Mellan Ljusnan och Skärjån                  | 202       |
| 49/50   | Mellan Skärjån och Hamrångeån               | 66        |
| 50/51   | Mellan Hamrångeån och Testeboån             | 276       |
| 51/52   | Mellan Testeboån och Gavleån                | 2         |
| 52/53   | Mellan Gavleån och Dalälven                 | 228       |
| 53/54   | Mellan Dalälven och Tämnarån                | 95        |
| 54/55   | Mellan Tämnarån och Forsmarksån             | 527       |
| 55/56   | Mellan Forsmarksån och Olandsån             | 7         |
| 56/57   | Mellan Olandsån och Skeboån                 | 334       |
| 57/58   | Mellan Skeboån och Broströmmen              | 473       |
| 58/59   | Mellan Broströmmen och Norrtäljeån          | 4         |
| 59/60   | Mellan Norrtäljeån och Åkersström           | 582       |
| 60/61   | Mellan Åkersström och Norrström             | 227       |
| 61/62   | Mellan Norrström och Tyresån                | 80        |
| 62/63   | Mellan Tyresån och Trosaån                  | 1025      |
| 63/64   | Mellan Trosaån och Svärtaån                 | 320       |
| 64/65   | Mellan Svärtaån och Nyköpingsån             | 10        |
| 65/66   | Mellan Nyköpingsån och Kilaån               | 0,13      |
| 66/67   | Mellan Kilaån och Motala ström              | 534       |
| 67/68   | Mellan Motala ström och Söderköpingsån      | 559       |
| 68/69   | Mellan Söderköpingsån och Vindån            | 604       |
| 69/70   | Mellan Vindån och Storån                    | 162       |
| 70/71   | Mellan Storån och Botorpsströmmen           | 723       |
| 71/72   | Mellan Botorpsströmmen och Marströmmen      | 65        |
| 72/73   | Mellan Marströmmen och Virån                | 233       |
| 73/74   | Mellan Virån och Emån                       | 258       |
| 74/75   | Mellan Emån och Alsterån                    | 247       |
| 75/76   | Mellan Alsterån och Snärjebäcken            | 113       |
| 76/77   | Mellan Snärjebäcken och Ljungbyån           | 334       |
| 77/78   | Mellan Ljungbyån och Hagbyån                | 37        |
| 78/79   | Mellan Hagbyån och Bruatorpsån              | 156       |
| 79/80   | Mellan Bruatorpsån och Lyckebyån            | 452       |
| 80/81   | Mellan Lyckebyån och Nättrabyån             | 181       |
| 81/82   | Mellan Nättrabyån och Ronnebyån             | 251       |
| 82/83   | Mellan Ronnebyån och Vierydsån              | 38        |
| 83/84   | Mellan Vierydsån och Bräkneån               | 3         |
| 84/85   | Mellan Bräkneån och Mieån                   | 260       |
| 85/86   | Mellan Mieån och Mörrumsån                  | 35        |
| 86/87   | Mellan Mörrumsån och Skräbeån               | 394       |
| 87/88   | Mellan Skräbeån och Helge å                 | 101       |
| 88/89   | Mellan Helge å och Nybroån                  | 832       |
| 89/90   | Mellan Nybroån och Sege å                   | 883       |
| 90/91   | Mellan Sege å och Höje å                    | 26        |
| 91/92   | Mellan Höje å och Kävlingeån                | 11        |
| 92/93   | Mellan Kävlingeån och Saxån                 | 74        |
| 93/94   | Mellan Saxån och Råån                       | 68        |
| 94/95   | Mellan Råån och Vege å                      | 235       |
| 95/96   | Mellan Vege å och Rönne å                   | 1         |
| 96/97   | Mellan Rönne å och Stensån                  | 153       |
| 97/98   | Mellan Stensån och Lagan                    | 9         |
| 98/99   | Mellan Lagan och Genevadån                  | 2         |
| 99/100  | Mellan Genevadån och Fylleån                | 5         |
| 100/101 | Mellan Fylleån och Nissan                   | 7         |
| 101/102 | Mellan Nissan och Suseån                    | 184       |
| 102/103 | Mellan Suseån och Ätran                     | 15        |
| 103/104 | Mellan Ätran och Himleån                    | 310       |
| 104/105 | Mellan Himleån och Viskan                   | 38        |
| 105/106 | Mellan Viskan och Rolfsån                   | 309       |
| 106/107 | Mellan Rolfsån och Kungsbackaån             | 0,17      |
| 107/108 | Mellan Kungsbackaån och Göta älv            | 235       |
| 108/109 | Mellan Göta älv och Bäveån                  | 1318      |
| 109/110 | Mellan Bäveån och Örekilsälven              | 253       |
| 110/111 | Mellan Örekilsälven och Strömsån            | 949       |
| 111/112 | Mellan Strömsån och Enningdalsälven         | 157       |
| 112/301 | Mellan Enningdalsälven och Haldenvassdraget | 85        |
| 114/115 | Mellan Glomma och Vefsna                    | 439       |
| 115/116 | Mellan Vefsna och Rana                      | 740       |
| 117/118 | Mellan Gothemån och Snoderån                | 1027      |
| 118/117 | Mellan Snoderån och Gothemån                | 1321      |
| 267/001 | Mellan Liakanjoki och Torneälven            | 28        |
| 301/113 | Mellan Glomma och Haldenvassdraget          | 242       |